# معرض أبل

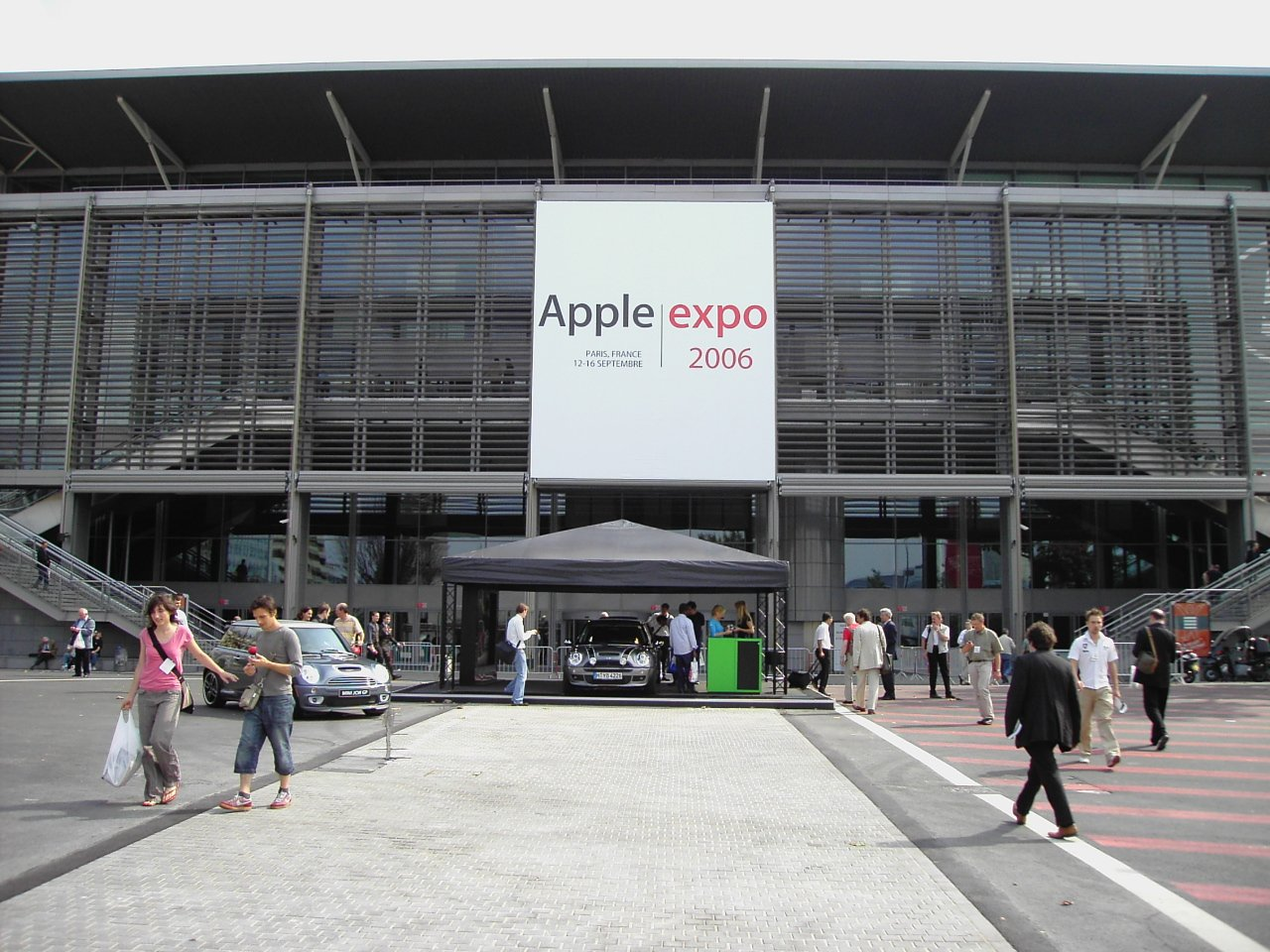
صور لمعرض أبل 2006

معرض أبل (بالإنجليزية: Apple Expo) هو معرض أوروبي سنوي لمبيعات شركة أبل في التقنية ويقام في باريس ، وله نظير آخر ينافسه يقام في سان فرانسيسكو.

## تاريخ المعرض
عقد هذا المعرض لأول مرة سنة 1984 من قبل موظفي الموزع الفرنسي للشركة ومديرهم جان لوي جيسي.
واستمر عقد هذا المعرض السنوي في كل منتصف شهر سبتمبر من كل عام في عرض الأجهزة والبرمجيات ونظراً لحجم نمو الحدث انتقل المعرض إلى القرن الواحد والعشرين وألغي المعرض في سنة 2001 ولكنه عاد واستمر إلى أن ألغي في سنة 2008 وقالت شركة أبل أنها لن تشارك على الإطلاق في معرض باريس نظراً لأنه سيجعلها أقل مشاركةً في المعارض التجارية الأخرى.

## الإعلانات
| السنة | المكان    | الوصف |
| ----- | --------- | --- |
| 2000  | باريس     | تم نشر نسخة البيتا الخاصة بالماك أوس، بالإضافة إلى نسخ جديدة من الإي بوك                                                         |
| 2001  | غير موجود | تم إلغاء المعرض بسبب هجمات 11 سبتمبر 2001 على مركز التجارة العالمي                                                               |
| 2002  | باريس     | عرض جهاز ماك أوس إكس نسخة 10.2                                                                                                   |
| 2003  | باريس     | إطلاق تحديثات جديدة لحواسيب باور بوك، هذا بالإضافة إلى لوحات مفاتيح وفأرة حاسوب تعمل عن طريق البلوتوث                            |
| 2004  | باريس     | اجتماع كل من فيل شيلر وستيف جوبز من أجل إطلاق آيماك جي 5                                                                         |
| 2005  | باريس     | عقد مؤتمر لستيف جوبز من أجل الإعلان عن نسخة جديدة للماك                                                                          |
| 2006  | باريس     | عقد مؤتمر لستيف جوبز من أجل الإعلان عن آيبود 6 جي، آيبود نانو وكذلك آيبود شيفل، هذا بالإضافة إلى النسخة السابعة من برنامج إيتونز |
| 2007  | باريس     | عرض الآيبود توش من طرف شركة أبل.                                                                                                 |
| 2008  | باريس     | لم تحضر شركة أبل من 17 سبتمبر حتى 20 من نفس الشهر                                                                                |

## وصلات خارجية
- Former Apple Expo Official Site (بالإنجليزية)
- MacWorld Expo Official Site نسخة محفوظة 22 سبتمبر 2007 على موقع واي باك مشين. (بالإنجليزية)
- Apple Expo 2003 - Keynote Photos نسخة محفوظة 4 فبراير 2006 على موقع واي باك مشين.